# 長棘擬三棘魨
長棘深海擬三棘魨，又名長棘擬三棘魨、衛淵魨、三刺魨、三腳釘、三角狄，為輻鰭魚綱魨形目擬三刺魨亞目擬三棘魨科的其中一種，為深海魚類，分布於印度西太平洋區，包括肯亞、南中國海等海域，棲息深度600-615公尺，體長可達9.3公分，生活習性不明。